# Sarah Harper
Sarah Harper es una gerontóloga y demógrafa británica. Fundó el Instituto de Envejecimiento de la Población de Oxford (Oxford's Institute of Population Ageing) convirtiéndose en la primera profesora de gerontología de la Universidad de Oxford.
Para Harper la caída de la tasa de natalidad junto con el aumento de la longevidad es un fenómeno que afecta a la mayoría de los países del mundo y afectará en mayor o menor medida a prácticamente todos los países del mundo hacia la mitad del siglo XXI. Las expectativas personales y sociolaborales junto con las modificaciones en la diversidad familiar, la valoración de la descendencia y sus costes asociados -educación, sanidad, etc.- provocan que la familia con dos o más hijos sea  cada vez más infrecuente y se generalice la familia con uno o ningún hijo. La esperanza de vida aumenta gracias a las políticas de salud pública, la mejora en la alimentación y los avances médicos que no deben sustituir los programas de educación pública sobre estilos de vida saludable (buena alimentación, eliminación de tabaquismo, alcoholismo y otros tóxicos y contaminantes-, ejercicio físico, vida sociable y activa). En las próximas décadas y posiblemente los próximos siglos la cantidad de jóvenes en relación con la población serán menores de lo que han sido hasta el siglo XX. Estamos viendo un cambio sin precedentes en nuestras estructuras de población.

## Datos profesionales
En 1986 Sarah Harper fue elegida como miembro ejecutivo de la Sociedad Británica de Gerontología (British Society of Gerontology), cuando aún era investigador postdoctoral en la Universidad de Oxford, el miembro más joven de la historia. Al año siguiente se convirtió en profesora visitante en la Universidad de Utah y poco después fue invitada a ocupar la cátedra Irving B. Harris' en la Universidad de Chicago.
En 1997, a su regreso a la Universidad de Oxford fue invitada por la 'Nuffield Foundation' del Reino Unido para establecer y dirigir su nuevo 'Programa sobre Personas Mayores'. Al año siguiente obtuvo fondos del Instituto Nacional del Envejecimiento de los Estados Unidos, NIA, para llevar a cabo el "English Longitudinal Study of Ageing", un estudio longitudinal idéntico al "Health and Retirement Study" de los Estados Unidos del que había tenido experiencia durante su estancia en los Estados Unidos, y para establecer el Oxford Centre on Population Ageing (Centro de Oxford sobre el Envejecimiento de la Población). Este centro se creó con la experiencia que Harper había adquirido en el Centro de Demografía y Economía de la Universidad de Chicago. En 2001, la Universidad de Oxford acordó convertir el centro de población en un instituto de pleno derecho, centrado en el envejecimiento de la población mundial. El Oxford Institute of Population Ageing, un instituto de investigación multidisciplinario, fue el primero en centrarse en el envejecimiento de la población a nivel mundial, nacional e individual. La estructura del Instituto se basa en la visión de Harper, que esboza en su libro Envejecimiento de las sociedades: mitos, desafíos y oportunidades, publicado en 2006, que aborda el impacto del envejecimiento de la población en el trabajo, la familia, la salud y la sociedad, tanto en las regiones desarrolladas como en las menos desarrolladas.
Harper ha involucrado tanto a la comunidad académica como a los responsables de políticas públicas en el estudio, investigación y desarrollo de políticas públicas dirigidas al envejecimiento de la población mundial. En el área de trabajo y pensiones, Harper es la directora del Instituto de políticas sobre pensiones (Pensions Policy Institute), y miembro del consejo de administración del Club Vita, institución que desarrolla estudios sobre longevidad comparada para su aplicación a planes de pensiones ocupacionales,, también fue miembro del consejo de administración de la Red de Empleo de la Tercera Edad (Third Age Employment Network). Participó en el grupo de trabajo de la Royal Society "People and the Planet". Ha asesorado al Departamento de Niños, Escuelas y Familias del Reino Unido en su estrategia Educación 2030, al Departamento de Ciencia, Tecnología y Artes del Reino Unido, NESTA, en su programa Age Unlimited, y a la nueva Junta de Igualdad de Edad (Age Equality Board) del Reino Unido.
Desde 2014 Harper es miembro del Consejo de Ciencia y Tecnología del Primer Ministro (Prime Minister's Council for Science and Technology), órgano que asesora a los primeros ministros británicos sobre la evidencia científica para orientar las políticas públicas y marcos estratégicos. Preside la Revisión de Prospectiva del Gobierno del Reino Unido sobre Sociedades que Envejecen (UK government Foresight Review on Ageing Societies) y el Panel del Índice Europeo de Envejecimiento de la Comisión Económica de las Naciones Unidas para Europa (CEPE). La investigación de Harper fue reconocida por la Royal Society for Public Health 2011 con el 'Premio de Investigación en Artes y Salud'. Harper es miembro invitado de la Royal Society of Art (FRSA).
Desde mayo a septiembre de 2017 Sarah Harper fue directora de la Institución Real (Royal Institution).. Es investigadora principal, junto con George Leeson de la Encuesta Global sobre el Envejecimiento', que preguntó a 44.000 personas en 24 países acerca de sus actitudes y comportamientos hacia la vida adulta y la jubilación.

### Universidad de Malaya
En 2008 fue galardonada con la Chair in Old Age (Cátedra de la Tercera Edad o Cátedra de la Vejez) de la Universidad de Malaya (Malasia), como reconocimiento a su contribución única a la investigación en estudios sobre el envejecimiento en Asia. Harper fue seleccionado para presentar la Conferencia Pública de Oxford Londres 2012 sobre la nueva población mundial "21st Century: Last Century of Youth?" ("Siglo XXI: ¿El último siglo de la juventud?" en asociación con el periódico The Guardian. 

### Envejecimiento en Asia
Harper ha realizado numerosas investigaciones sobre el envejecimiento en Asia, siendo la primera titular de la Cátedra Internacional de Seguridad Financiera para la Tercera Edad en la Universidad de Malaya. Esta cátedra es similar a la Cátedra de Estudios sobre la Pobreza de Jeffrey Sachs. También asesora al 3rd Age Council en Singapur sobre su Programa de Envejecimiento Activo. Presidió la US McArthur Foundation European Investigation into Economic and Demographic Ageing. Harper también fue miembro de los comités científicos internacionales de 2006 y 2008 de la International Federation of Ageing, IFA, y asesoró a la fundación portuguesa Fundación Calouste Gulbenkian en su promograma 2008-09 Time of Life. 

### Asesoría al banco HSBC
Harper ha servido como asesor global sobre envejecimiento para el banco británico HSBC aportando sus conocimientos para su aplicación en el campo de las ciencias actuariales

## Publicaciones más destacadas
Pueden consultarse todas las publicaciones de Sarah Harper en The Oxford Institute for Population Ageing.

### 2006 -Sociedades envejecidas: mitos, desafíos y oportunidades
En 2006 publicó Ageing Societies: Myths, Challenges and Opportunities (Sociedades envejecidas: Mitos, Desafíos y Oportunidades, y el artículo "Mature Societies" ("Sociedades maduras") en la revista Daedalus en el que establece la agenda para un nuevo concepto de gerontología global. Harper extiende su actividad, tanto investigadora como de trabajo y estudio , a Asia, Europa, América Latina y África. 
Otras publicaciones de Harper tratan de las familias en las sociedades maduras, (2004 - Families in ageing societies: a multi-disciplinary approach) (Envejecimiento en Asia 2008, con Roger Goodman).
Harper fundó la revista International Journal on Population Ageing y es editor-jefe del Journal of Population Ageing,.

### 2016 -Como el cambio demográfico transformará el mundo
En 2016 Harper publicó el libro How Population Change will Transform our World (Como el cambio demográfico transformará el mundo).

### 2018 -Introducción a la demografía
En 2018 Harper publicó Demography: A Very Short Introduction en la editorial Oxford University Press.